# Schoenobryum concavifolium
Schoenobryum concavifolium là một loài Rêu trong họ Cryphaeaceae. Loài này được (Griff.) Gangulee miêu tả khoa học đầu tiên năm 1976.